# فلورنس ولچ
فلورنس لیونتین مری ولچ (به انگلیسی: Florence Leontine Mary Welch، زادهٔ ۲۸ اوت ۱۹۸۶) خواننده، نوازنده و ترانه‌سرای بریتانیایی‌تبار و خوانندهٔ اصلی گروه ایندی راک انگلیسی فلورنس + د مشین است. اوّلین آلبوم گروه با عنوان «ریه‌ها» در سال ۲۰۰۹ انتشار یافت و در ۱۷ ژانویهٔ ۲۰۱۰، پس از ۲۸ هفتهٔ متمادی، برای نخستین بار درصدر جدول جای گرفت. دوّمین آلبوم استودیویی گروه، «تشریفات»، در اکتبر ۲۰۱۱ منتشر شد و بلافاصله در آمریکا و انگلستان شماره۱ شد.